# Mitterkarsee
Mitterkarsee är en sjö i Österrike.   Den ligger i förbundslandet Steiermark, i den centrala delen av landet, 210 km sydväst om huvudstaden Wien. Mitterkarsee ligger 2 030 meter över havet.
I omgivningarna runt Mitterkarsee växer i huvudsak blandskog. Runt Mitterkarsee är det ganska glesbefolkat, med 21 invånare per kvadratkilometer.